# Acritus dogueti
Acritus dogueti är en skalbaggsart som beskrevs av Yves Gomy 1984. Acritus dogueti ingår i släktet Acritus och familjen stumpbaggar. Inga underarter finns listade i Catalogue of Life.